# Pontiac G6
Pontiac G6 – samochód osobowy klasy średniej produkowany pod amerykańską marką Pontiac w latach 2004–2009.

## Historia i opis modelu

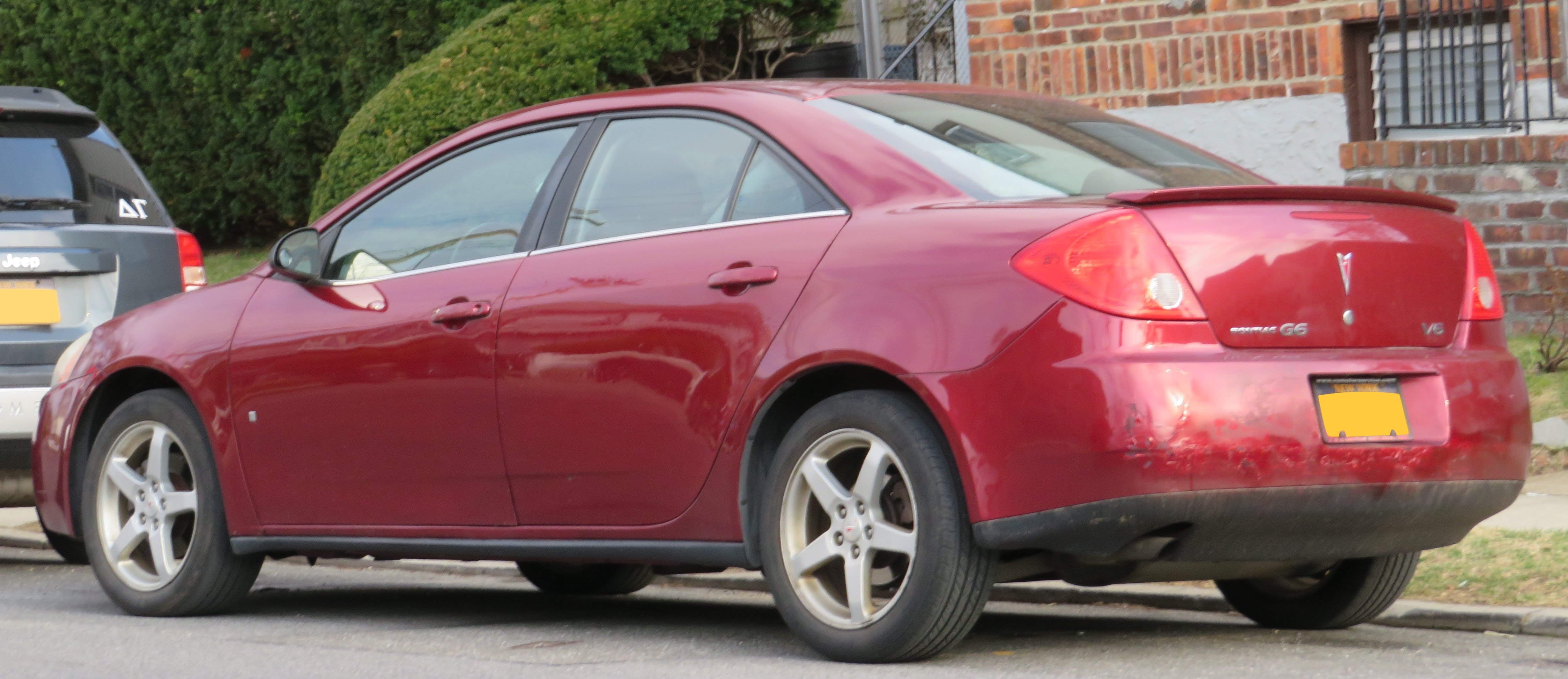
Pontiac G6 – tył

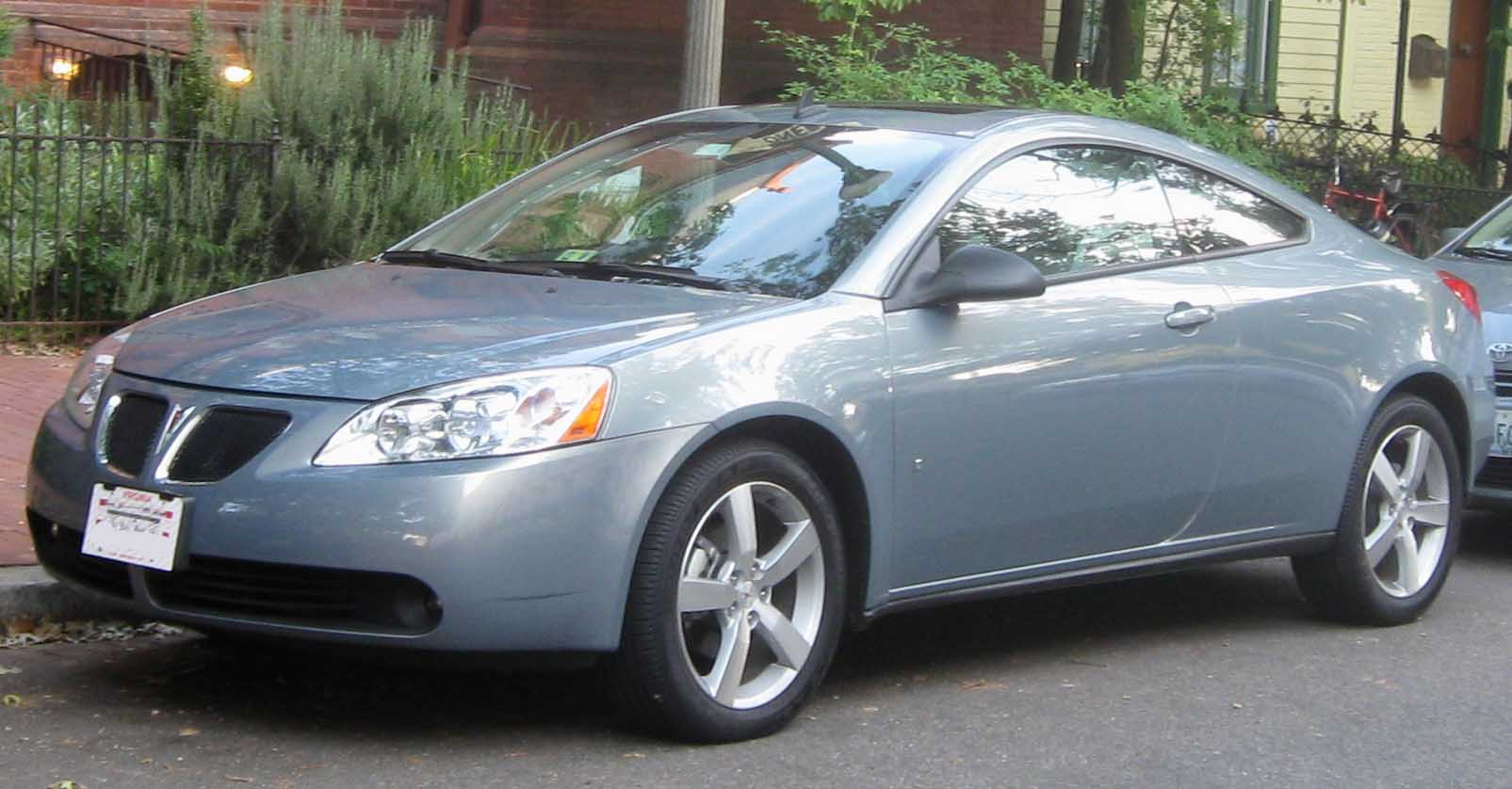
Pontiac G6 Coupe

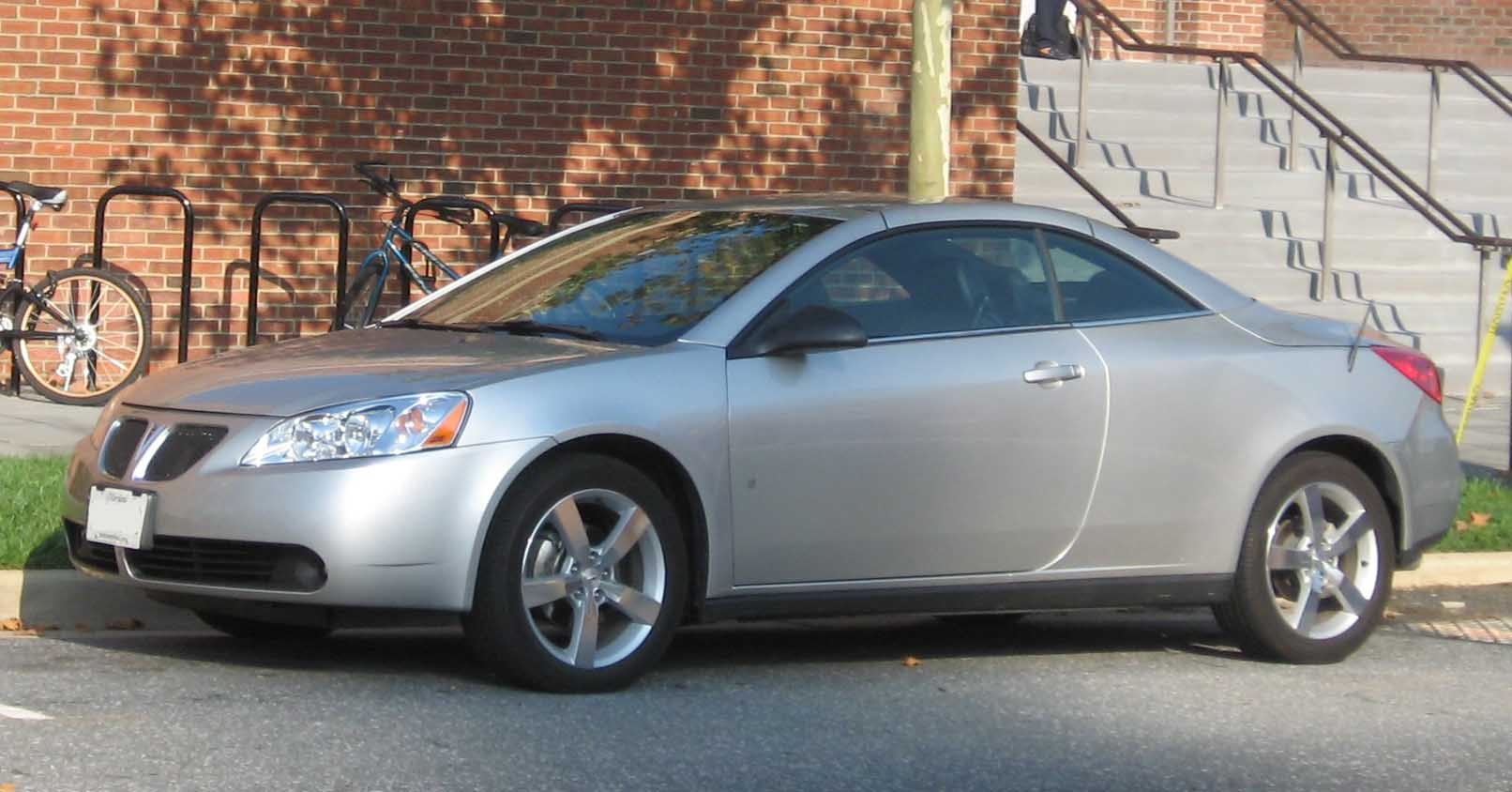
Pontiac G6 CC

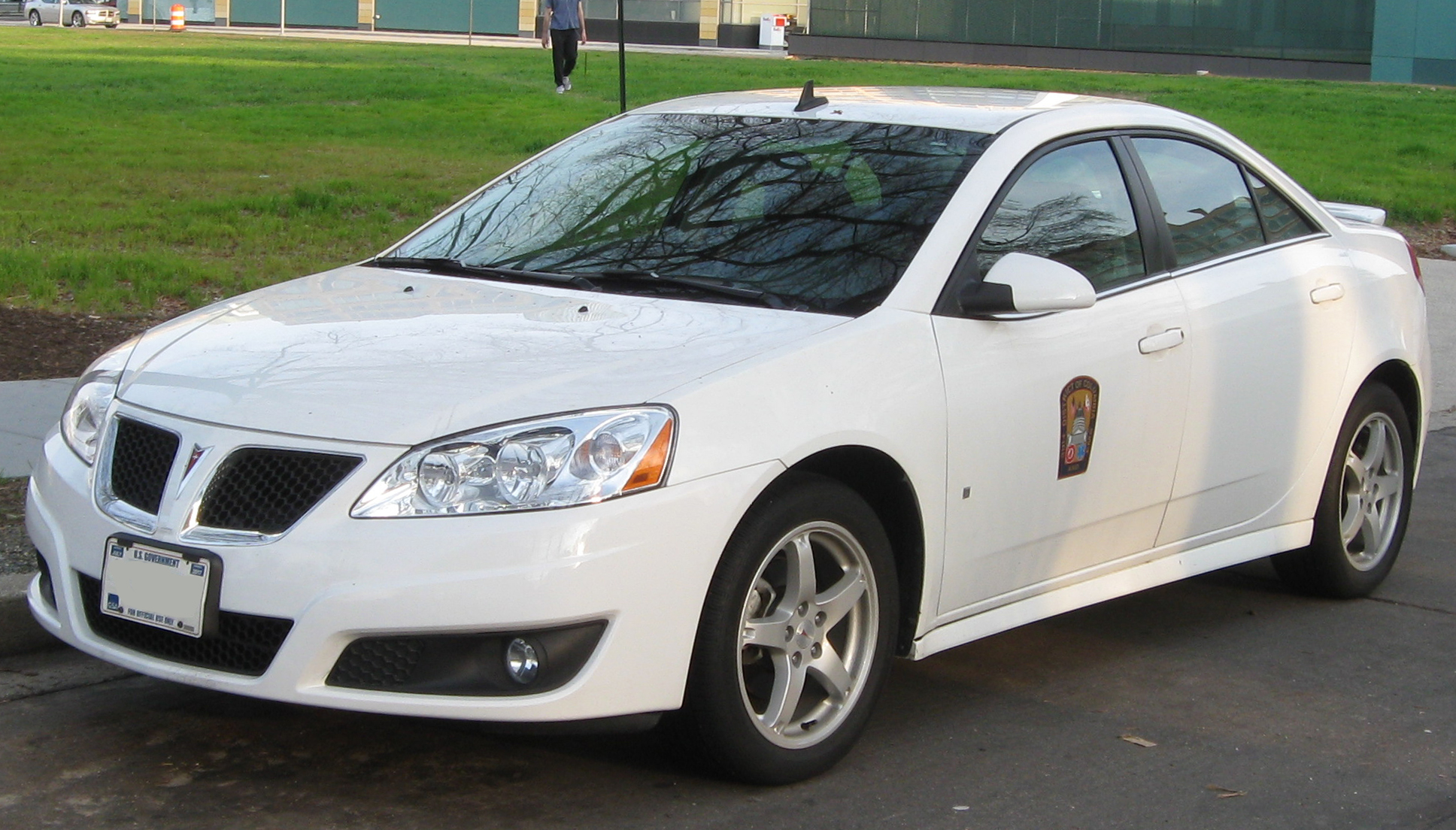
Pontiac G6 po liftingu

Pontiac G6 zadebiutował na początku 2004 roku jako zupełnie nowy model zbudowany na uniwersalnej platformie General Motors o nazwie GM Epsilon. Na modułowej architekturze koncernu zbudowano różne modele segmentu D oferowane zarówno w Ameryce Północnej, jak i Europie, włącznie z pokrewnym modelem Fiata – Cromą. Najbliższą, bliźniaczą konstrukcją był z tego grona Chevrolet Malibu oraz Saturn Aura. Sam Pontiac G6 zastąpił w ofercie model Grand Am.

### Specyfikacja
Oferta nadwoziowa Pontiaca G6 składała się z 4-drzwiowego sedan, 2-drzwiowego coupé oraz 2-drzwiowego coupé-kabrioletu. Do napędu samochodu użyto silników V6 z rodziny GM High Value oraz jednego R4 GM Family II. Moc przenoszona była na oś przednią poprzez 6-biegową manualną lub automatyczną oraz 4-biegową automatyczną skrzynię biegów.

### Lifting
Na rok przed zakończeniem produkcji, zanim jeszcze General Motors ogłosiło decyzję o likwidacji marki Pontiac, zdecydowano się przeprowadzić modernizację modelu. Odświeżony model zadebiutował w listopadzie 2008 roku. Pojawił się nowy przedni zderzak z innym ukształtowaniem wlotów powietrza, a także przemodelowana atrapa chłodnicy i nowe wersje wyposażenia.

### Koniec produkcji
G6 jest ostatnim samochodem produkowanym w historii pod marką Pontiac. Z powodu restrukturyzacji koncernu General Motors, która była następstwem dużych kłopotów finansowych amerykańskiego konsorcjum, podjęto decyzję o likwidacji trzech marek wchodzących w skład portfolio GM. Poza Hummerem i Saturnem, zakończono też funkcjonowanie marki Pontiac. Większość modeli wycofano z rynku w połowie 2009 roku, za to produkcja G6 trwała aż do końca listopada tego roku. Ostatnim egzemplarzem, jaki zjechał z taśm w Lake Orion był biały sedan.

### Dane techniczne
| Wersja        | Silnik:                   | Układ zasilania: | Śr. × skok tłoka: | St. sprężania: | Moc maks.:                             | Maks. moment obrotowy      | Maks. prędkość obrotowa silnika |
| ------------- | ------------------------- | ---------------- | ----------------- | -------------- | -------------------------------------- | -------------------------- | ------------------------------- |
| G6 R4 2.4     | R4 2,4 l (2384 cm³), OHV  | wtrysk SMPFi     | 88,00 × 98,00 mm  | 10,0:1         | 169,3 KM (124,5 kW) przy 6300 obr./min | 219 N·m przy 4500 obr./min | 6500 obr./min                   |
| G6 GT V6 3.5  | V6 3,5 l (3498 cm³), OHV  | wtrysk SFI       | 94,00 × 84,00 mm  | 9,8:1          | 203,8 KM (149,9 kW) przy 5600 obr./min | 302 N·m przy 3200 obr./min | 6000 obr./min                   |
| G6 GTP V6 3.9 | V6 3,9 l (3880 cm³), OHV  | wtrysk SMPFi     | 99,00 × 84,00 mm  | 9,8:1          | 243,3 KM (179 kW) przy 6000 obr./min   | 325 N·m przy 4600 obr./min | 6400 obr./min                   |
| G6 GXP V6 3.6 | V6 3,6 l (3564 cm³), DOHC | wtrysk SFI       | 94,00 × 85,60 mm  | 10,2:1         | 255,5 KM (187,9 kW) przy 6300 obr./min | 341 N·m przy 3200 obr./min | 6900 obr./min                   |